# Ричард Хэлл
Ричард Хэлл (англ. Richard Hell, настоящее имя Ричард Майерс) — музыкант, поэт, певец, автор песен и басист, одна из важнейших фигур на ранней нью-йоркской панк-сцене. Основатель групп Television, Heartbreakers, Neon Boys и Dim Stars, наиболее известен как лидер группы Richard Hell & The Voidoids, с которой он записал два альбома, в том числе знаменитый «Blank Generation»; одноимённая титульная песня с этого диска была включена в десятку величайших панк-роковых песен всеми многочисленными представителями раннего панк-рока, опрошенными для книги 2006 года Rough Guide to Punk. Хэлл сыграл важную роль в формировании имиджа панк-рокера; он первым стал носить рваную, грязную одежду, зачёсывать волосы в беспорядке вверх, а также использовать в качестве элемента одежды булавки. Малькольм Макларен, менеджер Sex Pistols, утверждал, что Хэлл значительно повлиял на формирование внешнего образа и мироощущения Sex Pistols, а также на стиль одежды из его лондонского магазина «Sex», где была образована группа.
С конца 1980-х годов Хэлл сконцентрировался на писательской деятельности, выпустив, в частности, два романа (они были выпущены в России под названиями «Погнали» и «Пустоид»). Он был кинокритиком в журнале BlackBook в 2004—2006 годах.

## Биография

### Ранние годы
Ричард Майерс родился в 1949 году в Лексингтоне, Кентукки в еврейской семье. Его отец был психологом и исследовал поведение животных; он умер, когда Ричарду было 7 лет. После смерти мужа мать Ричарда стала преподавать в школе. В последнем году обучения школы Ричард перешёл в школу Сэнфорд, где познакомился с Томом Миллером (будущим Томом Верленом, лидером Television). Вместе они сбежали из школы и в скором времени были арестованы за поджог. Хэлл так и не окончил среднюю школу, вскоре переехав в Нью-Йорк в надежде сделать карьеру в качестве поэта. Там он купил подержанную печатную машинку и стал выпускать книжки и журналы под наименованием Genesis : Grasp, позже — Dot Books. До того, как Ричарду исполнился 21 год, он уже успел опубликоваться в нескольких журналах, в том числе в Rolling Stone.

### The Neon Boys, Television, The Heartbreakers
В 1969 году Верлен присоединился к Хэллу в Нью-Йорке, и вместе они организовали группу The Neon Boys. В 1973 году группой было записано демо с песнями «Love Comes in Spurts» и «That’s All I Know (Right Now)», считающееся одним из возможных претендентов на «звание» первой панк-рок-записи. В 1974 году к группе присоединился второй гитарист, и они сменили название на Television.
Выступления Television в клубе CBGB стали одним из факторов, который подтолкнул к образованию и развитию первой волны нью-вейв / панк-рок-групп. К примеру, Патти Смит в июне 1974 года написала свой первый обзор в прессе о Television (для Soho Weekly News); позже у неё начался роман с Томом Верленом, и она организовала свою собственную, крайне успешную группу. Именно Television послужили основой для принятия руководителем клуба CBGB Хилли Кристала решения сделать клуб местом выступления самых различных рок-групп.
Известно, что 1974 году Television играли песни «High Heeled Wheels», «Excitement», «Eat The Light», «Change Your Channel» и «Fuck Rock’n’Roll», вокалистом и автором текстов которых был непосредственно Хэлл. Позже были изданные пиратские компакт-диски с концертными записями этих песен. Именно с Ричардом Хэллом группа впервые сыграла свой главный хит «Marquee Moon» в 1974 году.
Уже в 1975 году Хэлл начал играть с Television свою самую известную песню, «Blank Generation». В том же году Хэлл ушёл (или был выгнан) из Television из-за споров о творческом лидерстве; он утверждал, что первоначально они с Верленом разделяли авторство, однако позже тот стал отдавать предпочтение исполнению только собственных песен. Верлен позже никак не комментировал это.
Так или иначе, Хэлл ушёл из Television примерно тогда же, когда Джонни Сандерс и Джерри Нолан ушли из New York Dolls; в итоге они втроём организовали группу The Heartbreakers. После нескольких выступлений к группе присоединился второй гитарист Уолтер Люр. Именно в этот период Хэлл вместе с Ди Ди Рамоном написал знаменитую панк-песню «Chinese Rocks» и вместе с Heartbreakers стал её первым исполнителем; хотя Ричард не участвовал в записи номерных альбомов группы, эта запись сохранилась и позже вошла на некоторые компиляции Хэлла. В начале 1976 года Хэлл уходит из группы.

### The Voidoids
После ухода из The Heartbreakers Хэлл основан группу The Voidoids вместе с Робертом Куином, Айваном Джулианом и Марком Беллом. Из песен, исполнявшихся вместе с Neon Boys и Television, к Voidoids «перешли» переработанные «Blank Generation» и «Love Comes in Spurts» (причём аранжировка второй по сравнению с версией Верлена была изменена практически до неузнаваемости). Стиль The Voidoids базировался на сочетании своеобразного вокала и сильной лирики Хэлла с инновационными атональными гитарными пассажами Куина; всё вместе это стало основой для одного из самых оригинальных звучаний среди раннего американского панка — если сравнивать с другими представителями сцены CBGB, менее прямолинейного, чем у Ramones, и совсем не британизированного, как у The Heartbreakers и Dead Boys.
Дебютный альбом группы, «Blank Generation», вышел в 1977 году; заглавная песня стала своеобразным гимном американского панка. Однако сильнейшая наркотическая зависимость и другие проблемы всех членов группы привели к тому, что изначальный состав The Voidoids распался, и к моменту записи второго альбома, «Destiny Street» (1982), в группе осталось только два изначальных участника — Хэлл и Куин. Наиболее известными песнями с диска стали «The Kid With the Replaceable Head» (этот поп-панк-трек в более ранней версии был выпущен на сингле ещё в 1979 году и спродюсирован Ником Лоу) и баллада «Time»; также на диск вошли кавер-версии The Kinks, Them и Боба Дилана.

### После Voidoids. Dim Stars
В 1982 году Хэлл снялся в фильме режиссёра Сьюзен Зейделман Smithereens, а в 1985 сыграл эпизодическую роль без слов убитого бойфренда Мадонны в фильме «Отчаянно ищу Сьюзен».

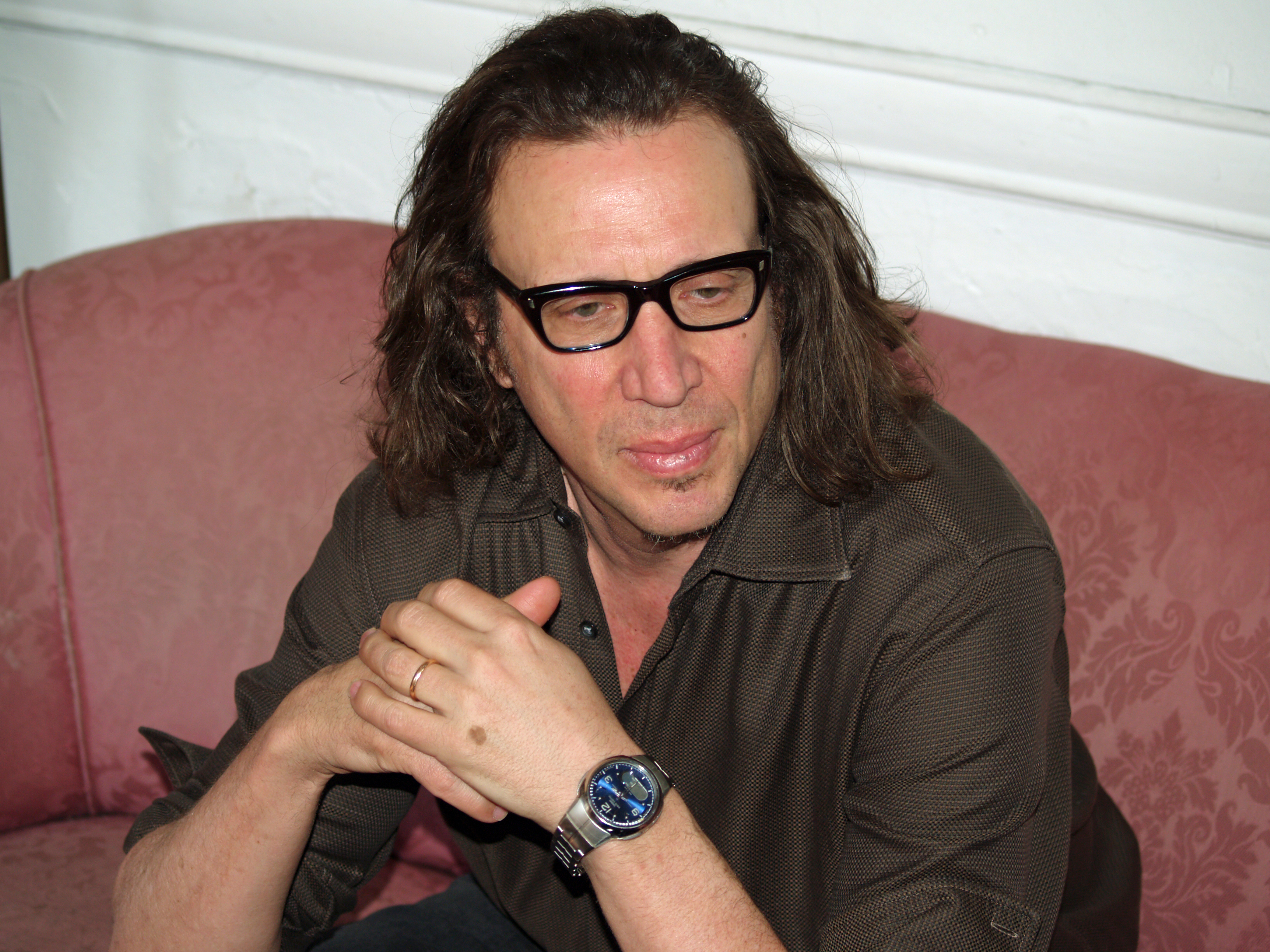
Ричард Хэлл в 2008 году

В начале 1990-х годов Хэлл стал участником супергруппы Dim Stars. Эта инди-рок-группа объединила, помимо Ричарда, участников Sonic Youth гитариста Торстона Мура и ударника Стива Шелли и участника Gumball Дона Флеминга; также в качестве гитариста в проекте поучаствовал бывший участник The Voidoids Куин. Dim Stars собрались для записи лишь одного альбома, который был сочинён и записан за три недели; также они выпустили один EP и никогда не выступали живьём. Ричард Хэлл в Dim Stars пел, играл на бас-гитаре и писал слова.
В 1996 году Ричард написал и выпустил роман Go Now, сюжет которого во многом основывался на его личном опыте. В 2001 году вышел его сборник стихотворений, эссе и рисунков, озаглавленный Hot and Cold, а в 2005 году — второй роман, Godlike.
Вышедшая в 1997 году книга об истории панк-движения «Прошу, убей меня!» названа в честь надписи на майке, сделанной Хэллом в 1970-х годах.
Собранный Хэллом архив рукописей, записей, корреспонденции (рукописной и электронной), журналов и других документов, собранных на протяжении жизни, в 2005 году был продан библиотеке Нью-Йоркского университета за $50,000.
Ричард был женат на Патти Смит (Patty Smyth) из группы Scandal (не путать с Patti Smith) два года (1985—1986), у них есть дочь Руби. В 2002 году Хэлл женился на Шиле Биван (англ. Sheelagh Bevan) и в настоящее время живёт с ней в East Village (Нью-Йорк).

## Дискография

### The Voidoids

#### Альбомы
- Blank Generation (1977)
- Destiny Street (1982)

#### Синглы
- Another World (1976)
- Blank Generation (1977)
- The Kid with the Replaceable Head (1979)

### The Heartbreakers
- What Goes Around… (1991)
- Live at Mothers (1991)
- L.A.M.F. Definitive Edition (2012)
- Yonkers Demo 1976 (2019)

### Television
- Double Exposure (1988)

### The Neon Boys
- That’s All I Know (Right Now)/Love Comes In Spurts (1975)

### Сольно
- Funhunt (live) (1989)
- Time (2002) (дополненная двухдисковая версия R.I.P. 1984 г.)
- Spurts: The Richard Hell Story (2005)

### Dim Stars
- Dim Stars (1992)
- Dim Stars EP (1992)